# Lobelia leichhardii
Lobelia leichhardii är en klockväxtart som beskrevs av Franz Elfried Wimmer. Lobelia leichhardii ingår i släktet lobelior, och familjen klockväxter.
Artens utbredningsområde är Queensland. Inga underarter finns listade i Catalogue of Life.